# Andrew Doyle (Politiker)

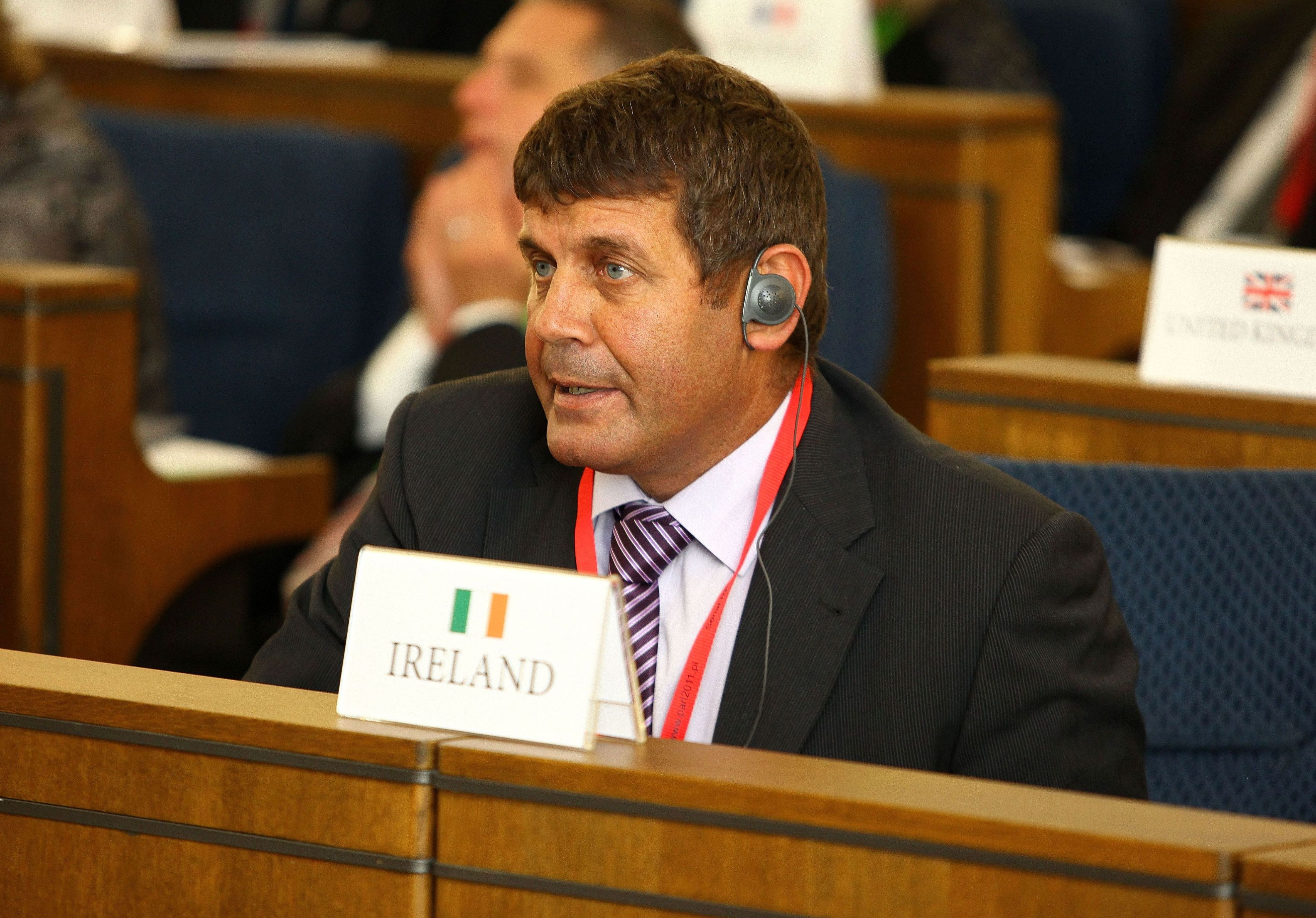
Andrew Doyle (im Senat von Polen)

Andrew Doyle (* 2. Juli 1960 in Dublin, Irland) ist ein ehemaliger irischer Politiker (Fine Gael) und Teachta Dála im Dáil Éireann, dem irischen Unterhaus, von 2007 bis 2020.

## Leben
In Dublin geboren wuchs Doyle auf der Farm, die sich seit sechs Generationen im Besitz der Familie befindet, im County Wicklow auf. Er studierte am Rockwell Agricultural College im County Tipperary. 
1983 trat Doyle der Fine Gael bei. 1999 wurde er erstmals in den Wicklow County Council gewählt. 2005 bis 2006 war er dort Vorsitzender. Doyle trat bei den Wahlen zum Dáil Éireann 2007 erstmals für den Wahlkreis Wicklow an. Er erlangte einen Sitz für den Wahlkreis, den er bei den folgenden Wahlen 2011 und 2016 verteidigen konnte. Am 19. Mai 2016 wurde er in der Regierung Kenny II zum Staatsminister im Landwirtschaftsministerium (Minister of State at the Department of Agriculture, Fisheries and Food) mit dem Aufgabenbereich Ernährung, Forsten und Gartenbau. Mit dem Regierungswechsel zur Regierung Varadkar I konnte er den Posten beibehalten. 
2019 kandidierte Doyle erfolglos im Wahlkreis South bei der Europawahl 2019. Bei den Wahlen zum Dáil Éireann 2020 konnte er seinen Sitz nicht mehr verteidigen.
Andrew Doyle ist seit 1988 mit Ann Smith verheiratet, mit der er vier Kinder hat. 